# Kristina Jöred
Majken Kristina Jöred, född 24 juli 1913 i Nora stadsförsamling, Örebro län, död 27 maj 2003 i Högalids församling, Stockholm
, var en svensk målare. 
Hon var dotter till Emil Karl Hellström och Emilia Kristina Karlsson och gift med Anders Pelle Jöred. Hon var som konstnär autodidakt. Hennes konst består av figurkompositioner, interiörer och landskap i en naivistisk stil. Jöred är representerad vid Arkivet för naiv konst på Jönköpings läns museum och i ett flertal kommuner och landsting.